# فيبي بوسويل
فيبي بوسويل (بالإنجليزية: Phoebe Boswell)‏ هي فنانة كينية، ولدت في 2 يناير 1982 في نيروبي في كينيا.

## وصلات خارجية
- الموقع الرسمي
- فيبي بوسويل على موقع IMDb (الإنجليزية)